# Майнцское курфюршество
Курфюрстшество Майнцское (нем. Kurfürstentum Mainz, сокращённо Курмайнц, Kurmainz) — духовное княжество в составе Священной Римской империи, возникшее на территории Майнцской архиепархии и существовавшее в 1356—1803 годах. Оно включало территории вокруг Майнца (по оба берега Рейна), земли у реки Майн выше Франкфурта (включая Ашаффенбург), а также Эрфурт. Управлялось архиепископом, выступавшим в роли курфюрста (одного из выборщиков императора). Майнцский курфюрст – второе лицо в Священной Римской империи германской нации: с 870 до 1806 года исполнял должность имперского канцлера; первый среди курфюрстов духовного звания; председательствовал на имперских рейхстагах и в коллегии курфюрстов. Столицей княжества был Майнц. Духовное княжество было секуляризовано в 1803 году во время германской медиатизации.

## История
Архиепископство было основано святым Бонифацием в 750 году.
В 1356 году Карлом IV была издана Золотая булла, и архиепископ Майнц вошёл в число семи курфюрстов.
В 1477 году по инициативе архиепископа  Адольфа был основан Майнцский университет, ныне носящий имя немецкого первопечатника Иоганна Гутенберга.
После Вестфальского мира 1648 года Майнц потерял Верден и Гальберштадт.
В 1667 году к архиепископству был присоединен Эрфурт.
В 1792—1793 годах на территории курфюршества существовала Майнцская республика.
В 1801 году майнцский архиепископ переименован в епископа.
В 1803 году было секуляризовано в ходе Германской медиатизации. Левобережные земли Рейна перешли к Франции, Эрфурт, тюрингенские и другие смежные владения — к Пруссии, другие — к Гессену, Ашаффенбургу и Нассау. Курфюрстские права Майнца были переданы графству Регенсбург.

## Правители
Хотя позднейшая традиция приписывает основание епархии апостолу Крискенту, по документам епископы Майнца известны с рубежа IV и V веков. Последним епископом был Карл Теодор Дальберг, после секуляризации земель архиепископии переехавший со своим двором в Регенсбург (см. Регенсбургское архиепископство).

## Резиденции правителей
- Резиденции правителей Курмайнца
- Майнцская резиденция
- Замок Ланек
- Замок Йоханнисбург
- Вилла «Фаворит»
- Дворец управляющего в Эрфурте

Про виллу «Фаворит» Е. Ф. Комаровский вспоминает следующий анекдот: 
Курфюрст Майнца дал прекраснейший праздник в загородном своем доме, называемом „Фаворитка“, что заставило сказать одного француза: „У этого прелата очень недурненькая фаворитка“.